# Thập niên 1920
- Lữ đoàn Tipperary 3 trong cuộc chiến tranh giành độc lập Ireland
- Nhiều đại lý ra luật cấm phá các thùng rượu theo tu chính án thứ 18, khiến rượu bị cấm ở Hoa Kỳ trong suốt thập kỷ
- Charles Lindbergh thực hiện chuyến bay thẳng một mình đầu tiên từ New York đến Paris trên chiếc Spirit of St. Louis
- Đám đông tụ tập tại Phố Wall sau khi thị trường chứng khoán sụp đổ vào năm 1929, mở đầu cho cuộc Đại khủng hoảng
- Benito Mussolini và chủ nghĩa áo đen trong cuộc tuần hành tại Roma vào năm 1922
- Quân đội Giải phóng Nhân dân tấn công các vị trí phòng thủ tại Sơn Đông trong cuộc Nội chiến Trung Quốc
- Chiến dịch quyền bầu cử của phụ nữ phổ biến tại nhiều quốc gia và trao cho phụ nữ quyền bầu cử
- Babe Ruth trở thành cầu thủ bóng chày vĩ đại lịch sử.

Thập niên 1920 hay thập kỷ 1920 là thập kỷ bắt đầu từ ngày 1 tháng 1 năm 1920 đến hết ngày 31 tháng 12 năm 1929. Thập niên 1920 còn được biết đến như Roaring Twenties hay Thời đại nhạc Jazz ở Mỹ và Canada. Ở Châu Âu, thập niên 1920 được biết đến như là "Thời đại vàng" vì sự bùng nổ kinh tế sau Chiến tranh Thế giới thứ I.